# 荆州中学
荆州中学 (Hubei Jingzhou High School)，位于湖北省荆州市荆州区，是湖北省首批重点高中，湖北省示范高中。荆州中学现分为老校区和新校区，老校区坐落于荆州古城南部中段，邻接古城墙南段，城墙南门西侧百余米，占地114.5亩。新校区位于荆州古城外东北、楚国郢城遗址南面，荆州市荆州区楚源大道以南、刘家台路以西，观音堤路（现改名绛帐路）以北、东桥路以东区域。距离荆州火车站约一公里。
荆州中学历史可追溯到2000多年前，东汉时期的马融绛帐台，其近代教育始于1903年（清光绪二十九年）创办的荆州府中学堂，之后历经了省立第九高级中学、省立第八高级中学、湖北省立江陵中学、湖北省荆州中学等阶段，1953年被确定为湖北省七所重点中学之一。学校目前每年培养高中毕业生近千人。旧校址为张（居正）文忠公祠堂旧址，校内有汉代马融绛帐台遗址和龙门贡院状元桥遗迹。

## 历史沿革[1]
（以下有关荆州中学的历史沿革只涉及荆州中学近代办学历史，对于更早的办学历史暂不论及）
1903年         荆州府中学堂成立
1905年         更名为荆宜道中学堂
1909年         更名为荆南中学堂
1913年         更名为湖北省立第六区荆南中学校
1923年         更名为湖北省立第九学校
1928年3月   更名为湖北省立第八中学
1935年7月   更名为湖北省立江陵中学
1938年9月   受日军侵入湖北，湖北大部分地域沦陷的影响，原荆州中学在湖北省国民政府的统一调配下成立湖北省立联合中学，与此同时，成立了湖北省立联合中学保康分校和湖北省立联合中学郧县分校
1938年10月 湖北省立联合中学保康分校更名为湖北省立联合中学谷城分校
1939年2月   湖北省立联合中学谷城分校更名为湖北省联合中学均县分校
1939年11月 湖北省立联合中学郧县分校更名为湖北省立第八女子中学
1941年7月   湖北省立联合中学原荆州中学部分更名为江陵县立初级中学
1941年8月   湖北省联合中学均县分校更名为湖北省立第八高级中学
1941年8月   湖北省立第八女子中学更名为湖北省立第八高级女子中学
1942年8月   湖北省立第八高级中学与湖北省立第八高级女子中学合并为湖北省立第八高级中学
1947年2月   湖北省立第八高级中学更名为湖北省立郧县高级中学
1950年2月   江陵县立初级中学更名为江陵县第一初级中学
1950年2月   湖北省立郧县高级中学更名为湖北省立松滋中学
1952年9月   湖北省立松滋中学与江陵县第一初级中学合并为湖北省江陵中学
1956年9月   湖北省江陵中学更名为湖北省江陵第一中学
1959年5月   湖北省江陵第一中学更名为湖北省荆州中学并延续至今

## 校园文化

### 概括
自2016年8月以来，朱胜祥校长挂帅的学校文化建设小组，就荆州中学的学校文化和“一训三风”进行了反复的酝酿，并邀请长江大学孟修祥教授等相关专家进行多次研讨后拟定。2017年5月26日，在荆州中学九届一次教代会上该方案全票通过。

### 校徽校名
荆州中学校名用字由卓越的宗教领袖、杰出的书法家、著名居士、著名的社会活动家与伟大的爱国主义者赵朴初先生题写。
湖北省荆州中学校徽主体图案为圆形，象征着荆中人团结奋进的精神和美好和谐的校园文化。
图案内圈图案由宾阳楼和新东门组成。宾阳楼为寅宾门城楼，始建于明代，气势宏伟，造型别致，是荆州的地标性古建筑，极具历史气息。新东门为改革开放后，为适应经济发展和古城保护由市政府新修建的一处交通要道。宾阳楼和新东门，新与旧的融合，古老与现代的交汇，寓示着荆州中学不忘传统，追求创新的发展思路。新东门城墙下的一条横线，代表着环绕着荆州古城潺潺流动的护城河，也代表着推动荆州中学不断前行的“源头活水”。其下一条曲线图案，象征着一本打开的书本，代表着学校传授知识、教书育人的本质。“1903”几个数字，是学校近代教育开端——荆州府中学堂的创建时间，从而显示出荆州中学悠久的办学历史。
校徽外圈图案由上部的“湖北省荆州中学”和下部的英文“HUBEI JINGZHOU HIGH SCHOOL”组成。中文校名由卓越的宗教领袖、杰出的书法家、著名的社会活动家与伟大的爱国主义者赵朴初先生题写，整齐疏密，自然一气。英文校名则代表着荆州中学的国际化办学理念。

### 一训三风及誓词
校训：崇尚科学 关心社会
“崇尚科学”旨在尚能，既指学习科学文化知识，又注重弘扬科学精神，乃学会学习，勇于实践，敢于创新之意。
“关心社会”旨在厚德，既强调社会责任感，又包含人文情怀，乃以人为本，健康生活，勇于担当之意。
校风：勤勉弘毅 求实创新
“勤勉弘毅”说作风和素养，取勤奋进取，自强自励，抱负远大，意志坚强之意；
“求实创新”说方法和精神，取立足当下，脚踏实地，放眼未来，开拓创新之意。
教风：谦和博爱 启智树人
“谦和博爱”言品德和精神，乃谦逊和善，虚怀若谷，关爱学生，无私奉献之意；
“启智树人”言方法和目的，乃传授知识，启迪智慧，教化学子，培育栋梁之意。
学风：明德修身 慎思博学
“明德修身”曰彰显美德，修养身心，旨在厚德；
“慎思博学”曰理性思考，广泛学习，旨在尚能。

## 办学条件

### 办学规模
（荆州中学新校区将于2017年8月26日投入使用，届时老校区所有人员和设备将转移至新校区，更多有关新老校区介绍请移至下方“新校区情况”标题）
|                | 截至统计时间 | 占地面积     | 教学班数量 | 学生人数 | 在校老师人数 |
| -------------- | ------------ | ------------ | ---------- | -------- | ------------ |
| 荆州中学新校区 | 2018年10月   | 130000平方米 | 80个       | 约4000人 | 约230人      |
| 荆州中学老校区 | 2017年5月    | 94000平方米  | 60个       | 约3200人 | 约230人      |

### 硬件设施
截至2018年10月，荆州中学新校区建有综合区（包括报告厅、实验楼、图书馆、艺术楼、合班教室）。此外新校区拥有现代化的食堂，一楼为营养快餐，二楼为风味小吃，三楼为教工餐厅和茶歇室。校内建有六栋学生宿舍，学生宿舍按最新标准设计，均配有空调和热水系统。新校区铺设有塑胶操场并建有体育馆，在建有两栋教职工寝室。
截至2017年5月，荆州中学老校区建有教学楼、实验楼、科教馆、图书办公楼、学生食堂、学生公寓及教工宿舍等二十余栋主体建筑，有先进完备的教育教学及生活设施，实验设备，校园宽带网开通，并接入互联网，图书馆馆藏图书10万余册，体育设施齐全，有三栋学生公寓可容1600多名学生住宿，标准化学生食堂可供800人同时进餐，除标准田径运动场外，还建有足球场、乒乓球馆和篮球、排球、羽毛球场等硬件设施。

### 师资力量
（截至2015年）荆州中学校专任教师223人，其中在岗特级教师6人，全国优秀教师4人，国培计划培训专家7人，全国优质课获奖教师9人，湖北省优秀教师41人，湖北省优质课获奖教师138人次，荆州市拔尖人才6人，荆州市青年岗位能手8人次，荆州市明星教师、骨干教师100多人次。师资力量在湖北省高中中位于前列。
在岗特级教师：吴宗桂、王德先、冯钢、李义国
拔尖人才教师：李义国、彭翠红、周守国、刘荣显、朱龙彪
全国优秀教师：王丰松、袁海林、刘荣显、赵树杰、王方舟、毛建明、刘军

### 对外交流
荆州中学积极与国外高中进行合作交流，利用假期多次派本校学生与合作外国学校（包括但不仅限于美国、新加坡、英国）进行交流学习。
以下为对外交流的部分事件：
2016年荆州中学成立国际部
2016年10月10日，Christ's College, Christchurch国际部主任Deanne Gath和唐盛教育集团勒苗苗造访湖北省荆州中学
2016年10月19日，Lincoln High School (New Zealand)国际部主任Carolyn、唐盛教育集团总裁Joe和金石国际教育集团总裁David造访湖北省荆州中学
2017年6月2日，美国驻华使馆领事处副领事周安娜（Joana Carlson）及其助理李雯婧在荆州市人民对外友好协会秘书长曾跃的陪同下来我校访问

## 学校工作

### 招生工作

#### 招生范围
荆州区、江陵县、石首市、监利县、松滋市、洪湖市

#### 招生人数
荆州中学招生人数取决于应届各县市区高中毕业生的高考成绩或竞赛成绩。一般而言，若某些高中应届生高考或竞赛成绩优秀，则与其同一县市区的招生数量会有所增加。以下列举了荆州中学2017年在荆州下辖各县市区的计划招生人数（非最终招生人数）。
| 县市区 | 招生人数（人） |
| 荆州区 | 782            |
| 沙市区 | 非同批         |
| 监利县 | 383            |
| 石首市 | 231            |
| 公安县 | 非同批         |
| 江陵县 | 60             |
| 洪湖市 | 237            |
| 松滋市 | 425            |

#### 自主招生
对于荆州区学生，荆州中学有冬令营活动针对荆州区实验中学和荆州区东方红中学，在冬令营中表现优异者可获得适当的降分资格。
对于其他县市区学生，通过一般途径进入荆州中学仅能凭中考成绩并通过招生平台报考。

## 办学成果

### 竞赛成绩
| 时间   | 学生                                       | 竞赛名称                   | 获奖情况     |
| 2017年 | 夏寒、刘懋祺、周帅、王振宇、夏凌天、邓咏康 | 2017年中国化学奥林匹克竞赛 | 一等奖       |
| 2017年 | 刘威、张翰宇、徐哲豪、施靖南               | 2017年中国数学奥林匹克联赛 | 一等奖       |
| 2017年 | 余连风、付大为、刘泽华                     | 2017年中国物理奥林匹克竞赛 | 一等奖       |
| 2017年 | 余连风、刘泽华                             | 2017年中国物理奥林匹克竞赛 | 入选湖北省队 |
| 2017年 | 周章娴、陈维佳、李文迪、张克、邓晚晴       | 2017年中国生物奥林匹克竞赛 | 一等奖       |

## 新校区情况[8]
新校区建设在2012年2月启动，按在校生4000人、80个教学班的规模设计。规划总用地面积200亩，总建筑面积75444.56平方米，包括教学楼4栋、学生宿舍6栋、报告厅、图书楼、艺术实验楼、合班教室、食堂、体育馆、行政楼、田径场看台和南北大门等，设有机动车停车位139个，非机动车停车位1500个，绿化率可达35％，可为三千多名学生提供食宿，总投资约4亿元。

## 社会评价

### 办学成绩
荆州中学从恢复高考至今夺取过湖北省4次文理科省状元，是荆州地区乃至江汉平原地区获此殊荣最多的学校之一（仅次于湖北省沙市中学）。自2001年至2017年，荆州中学达到“每年学校一本上线率（理科）达70％，和每年至少3个清华北大（文理合计）”的目标，是荆州市现管辖范围内办学成绩最优（理科）的高级中学之一。

### 素质教育
荆州中学自2015年起大力开展德育教育工作，坚持素质教育发展政策，积极筹备并实施各项德育工作，并取得了显著成效。荆州中学学生参加全国各项活动（如央视SK极智少年强、全国中学生各类文化歌舞比赛）都取得了优异成绩，进步显著。

### 校园管理
荆州中学的领导班子均有着良好的个人素质和优秀的在职履历，以献身荆中、服务荆中为己任，积极为校园建设、发展献言献策。荆州中学管理（行管）团队积极参加全省乃至全国的各类教研活动，学习其他优秀学校的经验，化为己用，为荆州中学的发展不断注入动力。